# Gary Starkweather

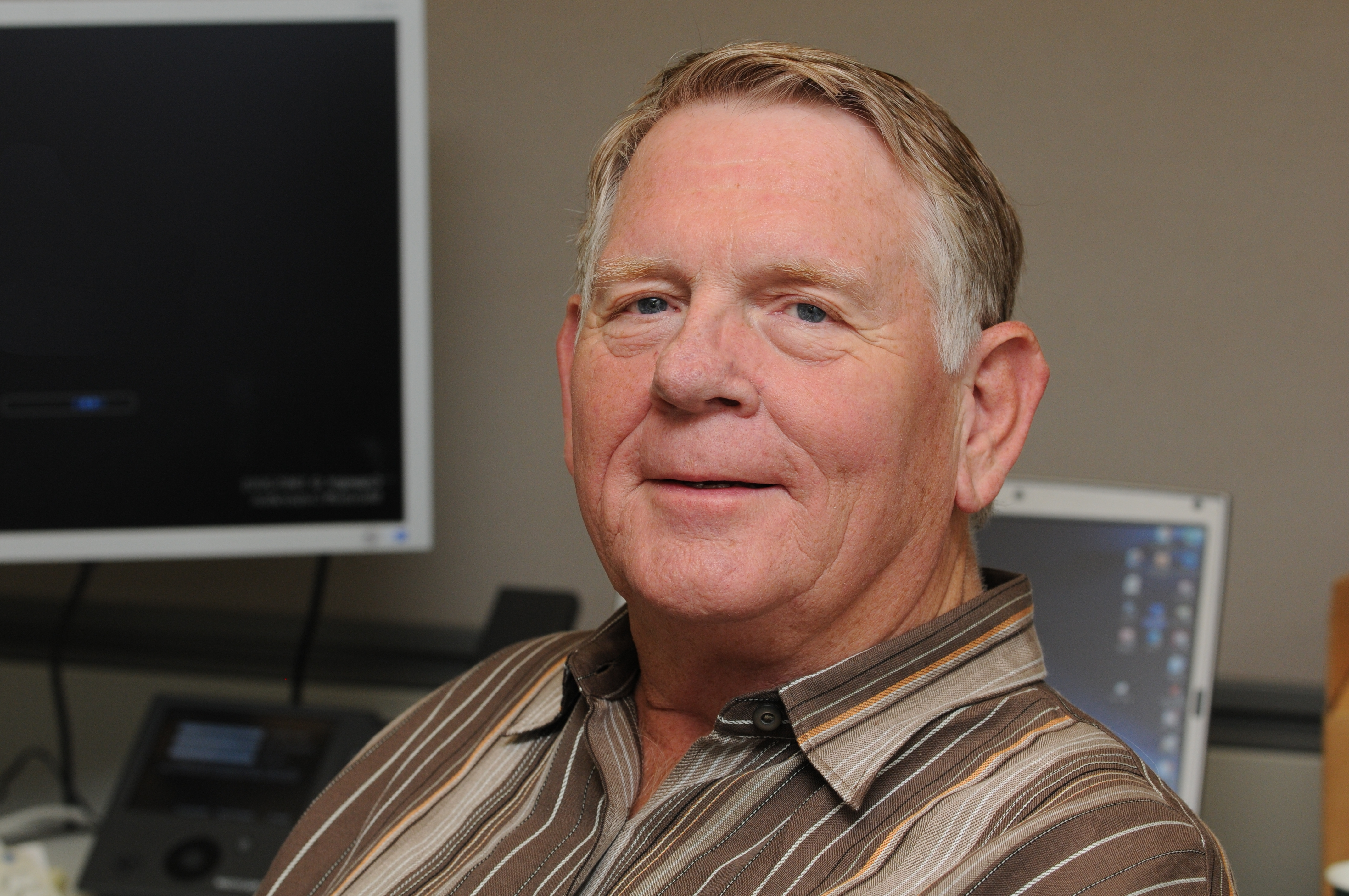
Gary Starkweather, 2009

Gary Keith Starkweather (* 9. Januar 1938 in Lansing, Michigan; † 26. Dezember 2019 in Orlando, Florida) war ein US-amerikanischer Ingenieur und Erfinder.
Starkweather studierte Physik an der Michigan State University und an der University of Rochester. Von 1964 bis 1988 war er am Xerox PARC und erfand dort den Laserdrucker. Von 1988 bis 1997 war er für Apple tätig, anschließend für Microsoft.
Gary Starkweather war Inhaber mehrerer Patente. Bei der Oscar-Verleihung 1995 wurde er für seine Tätigkeit für Pixar ausgezeichnet. Im Jahr 2012 wurde er in die National Inventors Hall of Fame aufgenommen.